# تجميد الطعام

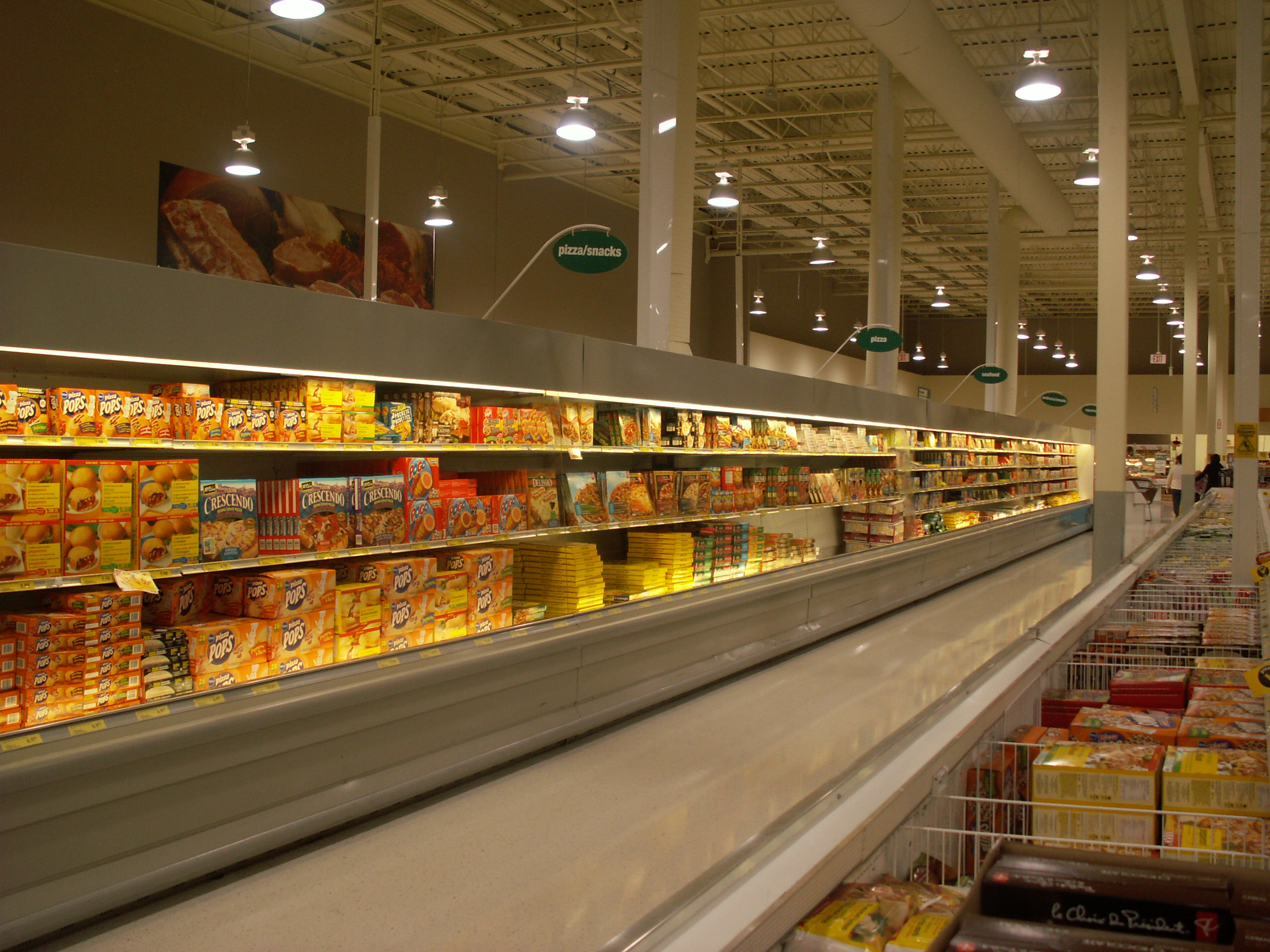
ثلاجات حفظ الأطعمة في سوبرماركت في كندا

تقنية التبريد السريع قبل اختراع التبريد، كانت مشكلة حفظ الأطعمة تؤرق الناس. فحفظ الأطعمة لفصل الشتاء كان يعتمد على التمليح أكثر من التبريد نظراً لعدم وجود إمكانيات لذلك. ولكن أحد مواطني نيويورك عمل على تبريد الأطعمة بالثلج وهو كلارينس بيردساي، وكان يعمل مكتبياً. وفي الثلاثينات من القرن العشرين انتقل إلى لابرادور ولاحظ أن الأسماك التي كانت تصاد هناك شتاء تثلج فوراً فتحتفظ بطعمها لفترات أطول. فعرض تقنيته الجديدة «التثليج السريع» في واشنطن بواسطة لوح من الثلج ومروحة ودلو ماء مالح وصنع نقيعاً من كلوريد الكالسيوم.
وتقوم الفكرة على ان التبلور السريع يعطي بلورات صغيرة، بينما التبلور البطيء يولد بلورات كبيرة. فلا تؤثر البلورات الصغيرة على أنسجة الأطعمة مما يبقي الطعام أقرب إلى طبيعته الأصلية.
يعمل تجميد الطعام على حفظه من وقت إعداده لحين تناوله. ومنذ القدم، يحفظ المزارعون وصيادو الحيوانات والأسماك الحبوب والمنتجات في مبانٍ لا يوجد بها تدفئة خلال موسم الشتاء ، حيث إن عملية التجميد تبطئ عملية التعفن عن طريق تحويل الرطوبة المتبقية إلى ثلج ووقف نمو معظم أنواع البكتيريا. هذا وتوجد في صناعة المنتجات الغذائية عمليتان، هما العملية الميكانيكية وعملية التبريد العالي (أو ما يسمى بالتبريد السريع). ويعد التجميد الحركي مهمًا لحفظ جودة الأطعمة ونسيجها بينما يولد التجميد السريع حبيبيات صغيرة من الثلج ويحافظ على شكل الخلايا. كما يعتبر التجميد عالي التبريد أسرع تقنيات التجميد المتاحة؛ نظرًا لاحتوائه على نيتروجين سائل منخفض الحرارة يصل إلى -196 درجة مؤية أي -320 درجة فهرنهايت.
يتم حفظ الأطعمة في المطابخ المنزلية في العصر الحديث باستخدام المبردات المنزلية. وينصح أرباب البيوت بتجميد الأطعمة في يوم الشراء. وقد قامت مجموعة من أصحاب السوبر ماركت عام 2012 بمبادرة يدعمها برنامج التعامل مع الموارد والفضلات بالمملكة المتحدة لتشجيع تجميد الأطعمة على وجه السرعة ولحين تناولها. وقد أفادتوكالة المعايير الغذائية بدعمها للتغير بشرط حفظ الأطعمة بشكل سليم حتى هذا الوقت.

## المواد الحافظة
لا تحتاج الأطعمة المجمدة إلى إضافة أي مواد حافظة؛ لأن الميكروبات لا تنمو في درجة حرارة أقل من -9.5 درجة مؤية (15 درجة فهرنهايت). كما أنها كافية لحفظ الأطعمة من التلف، إلا أن حفظ الطعام لفترات طويلة قد يحتاج إلى حفظها في درجات حرارة أقل. كَرْبُوكْسِي ميثيل سلولوز هو مثبت طعام لا طعم له ولا رائحة ويضاف بصفة عامة إلى الأطعمة المجمدة نظرًا لعدم تأثيره سلبًا على جودة الأطعمة.

## التاريخ
كانت القبائل لقرون تستخدم الطرق الطبيعية لتجميد الأطعمة (باستخدام ثلج الشتاء) وذلك في المناخ البارد.
وأنشأ توماس ساتكليف مورت في عام 1861 أول مصنع للتجميد في العالم في ميناء دارلينج بسيدنى باستراليا والذي أصبح فيما بعد شركة نيو ساوز ويلز للأطعمة والمثلجات. وقد مول مورت التجارب التي قام بها أوجين دومنيك نيكول – وهو مهندس فرنسى كان قد وصل إلى سيدنى عام 1853 وسجل اختراعه الأول ماكينة الثلج في عام 1861. وتم شحن أول شحنة تجريبية من اللحم المجمد إلى لندن عام 1868. وعلى الرغم من عدم استخدام ماكيناتهما في تجارة اللحوم المجمدة إلا أن مورت ونيكول طورا أجهزة صالحة تجاريًا لأغراض التجارة الداخلية. على أي حال فإن ما حققه مورت من العوائد المالية لهذا الاستثمار لم تكن على قدر كبير من النجاح.
في عام 1885، تم شحن عدد قليل من الدواجن والأوز من روسيا إلى لندن في علب محكمة الغلق باستخدام هذه التقنية. وفي مارس 1899، أعلنت «التبريد البريطاني وتحالف المصالح» أن «إخوان بريزلمان» وهي شركة استيراد أغذية تقوم بنقل حوالى 200000 من الدواجن والأوز المجمد أسبوعيًا من ثلاث موانئ روسية إلى ميناء نيو ستار وارف في حى شادويل بلندن على مدار ثلاثة أو أربعة أشهر في فصل الشتاء. وساعد في تجارة الأطعمة المجمدة إنشاء مصانع ليندا للتجميد الهواء البارد في ثلاث موانئ روسية وفي مخزن لندن. فقد كان يتم تخزين المنتجات المجمدة في مخزن شادويل لحين شحنها إلى الأسواق في لندن وبريمنجهام وليفيربول ومانشستر. كما تم فيما بعد تعميم هذه التقنية لتشمل صناعة تعبة اللحوم.
في عام 1929، أدخل كلارنس بيردساى نظام التبريد السريع في مجتمع الأمريكي. وبدأ اهتمام بيردساى بتجميد الأطعمة خلال بعثة محاصرة الدببة في لبرادور ما بين عامي 1912 و1916، حيث رأى السكان الأصليين يستخدمون طرق تجميد طبيعية لحفظ الأطعمة. وتم إنشاء مفوضية صيادى الأسماك الأيسلنديين عام 1934 واستحداث تجديدات في الصناعة وتشجيع الصيادين على بدء تجميد سريع للصيد. كما تم إنشاء في عام1937 شركة من أولى شركات تجميد الأسماك في إيسفورور بأيسلندا وذلك بعد الدمج الذي حدث في عام 1937. كما كانت هناك محاولات أكثر تطورًا تضمنت تجميد الأطعمة لألينور روزفلت خلال رحلتها إلى روسيا. كما أجري الجيش قرب نهاية الحرب العالمية الثانية تجاربًا أخرى، مثل تجميع عصير البرتقال والأيس كريم والخضراوات.

## تكنولوجيا
كانت التقنيات المستخدمة في التجميد مثلها مثل سوق الأطعمة المجمدة في تطور لتصبح أسرع وأكثر كفاءة وأقل في التكلفة.
.وكانت المبردات الميكانيكية من أولى المبردات المستخدمة في صناعة الأغذية في الغالبية العظمى من خطوط المبردات والثلاجات وهم يعملون بتدوير سائل تبريد، عادة ما يكون أمونيوم، حول الجهاز، والذي يسحب الحرارة من المنتجات الغذائية. ثم يتم نقل هذه السخونة بعد ذلك إلى مكثف وتشتيتها داخل هواء أو ماء. ويتم توجيه سائل التبريد نفسه والذي أصبح سائل عالي الضغط وساخن إلى مبخر. وبعد مروره من خلال صمام التمدد يبرد ثم يتحول إلى شكل غاز مخفض الضغط ومنخفض الحرارة وفي هذه الحالة يمكن إعادته داخل الجهاز.
على الرغم من أن التجميد عالي التبريد أو ما يسمى بالتبريد السريع للأطعمة هو تطور ظهر مؤخرًا، إلا أن كثير من رواد صناعة الأغذية في جميع أنحاء العالم يقومون باستخدامه. كما يستخدم التجميد عالي التبريد غازات ذات حرارة منخفضة للغاية – غالبًا ما تكون نيتروجين سائل أو ثاني أكسيد الكربون الصلب – والتي يتم استخدامها بشكل مباشر على المنتج الغذائي.

## التعبئة
يجب أن تحافظ العلب المعدة لتعبئة الطعام المجمّد على خصائصه أثناء الملء والإغلاق والتجميد والتخزين والنقل وفك التجميد وغالبًا عند الطهى. حيث إن كثير من الأطعمة المجمدة تُطهى في أفران الميكرويف، لذا فقد طور المنتجون أغلفة تستخدم في كل الحالات من المبرد وصولاً للميكروويف.
في عام 1974، تم بيع أول حاوية تسخين تبايني إلى الجمهور، وهي كم اسطواني من المعدن صمم ليسمح باستقبال الطعام المجمّد بالقدر المناسب من الحرارة. وتم وضع فتحات متنوعة الأحجام حول الكم، حيث يقوم المستهلك بوضع الطعام المجمد في الكم طبقًا لمن يحتاج إلى حرارة أكثر. وبالتالي يضمن الطهي المناسب.
تتعدد حاليًا الخيارات لتعبئة الأطعمة المجمدة منها الصناديق، وعلب الكارتون، والحقائب، الأكياس، الأكياس المستخدمة في غلي الأطعمة والصواني والمقالي ذات الغطاء والصواني المتبلورة المصنوعة من تيريفتاليت البولي إيثيلين والعلب المقواة والبلاستيكية.
يبحث العلماء باستمرار عن نواحي جديدة لتعبئة الطعام المجمّد. وتقدم التعبئة النشطة تقنيات جديدة يمكنها بكفاءة من الإحساس بوجود البكتيريا أو أي كائنات ضارة أخرى لتحييد وجودها. ويمكن من خلال التعبئة النشطة تجاوز العمر التخزيني للمنتج والحفاظ على سلامته والمساعدة في حفظ الأطعمة لفترة أطول من الزمن. من وظائف التعبئة النشطة التي يتم بحثها، ما يلي:
- كاسح الأكسجين
- مؤشر درجة حرارة الزمنى ومسجل بيانات رقمي عن درجة حرارة
- الأدوية المضادة للميكروبات
- متحكم في ثاني أكسيد الكربون
- صحن تسخين ميكروويف
- تحكم في الرطوبة: نشاط مائى، معدل انتقال بخار الرطوبة...الخ
- محسن نكهة
- مولد رائحة
- شرائح للسماح بمرور الأكسجين
- مولد أوكسجين [14]

## الآثار على المغذيات
الفيتامينات الموجودة في الأطعمة المجمدة:
فيتامين سى: عادة ما يكون معدل فقده في التركيزات العالية أكثر من أي فيتامين آخر. تم إجراء دراسة على البازلاء لتحديد السبب من فقدان فيتامين سى. وتبين أن نسبة 10 % من فقدان الفيتامين تحدث أثناء عملية الطهى والباقى يحدث أثناء مراحل التبريد والغسيل. وعليه، فإن فقدان الفيتامين لا يرجع في الأساس لعملية التجميد. كما أجريت تجربة أخرى على البازلاء والفاصوليا الليمية وتم استخدام كل من الخضراوات المجمدة والمعلبة في التجربة وتم تخزين الخضراوات المجمدة عند درجة حرارة-23 درجة مؤية (-10 فهرنهايت) وتم تخزين الخضراوات المعلبة في درجة حرارة الغرفة على 24 درجة مئوية (75 فهرنهايت). كما تم تحليل الخضراوات قبل وبعد الطهي قبل التخزين وفي الشهر الثالث والسادس والثاني عشر من التخزين. وقد أوضح أوهارا العالم الذي قام بالتجربة: «عند النظر لمحتوى الفيتامين لكلا النوعان من الخضراوات في الطبق المعد للأكل تبين أنه لا يوجد مزايا يمكن إرجاعها لطريقة الحفظ أو التخزين المجمد أو الحفظ في علب صفيح أو زجاج»
فيتامين بى1: (ثيامين) إن فقد 25 % من الفيتامين هو أمر طبيعي. فالثيامين يذوب بسرعة في الماء ويتلف بالحرارة.
فيتامين بى 2 (ريبُوفْلاَفِين): لا توجد أبحاث كثيرة لقياس آثار التجميد على معدلات الريبُوفْلاَفِين والدراسات التي أجريت لم تكن حاسمة. فإحدى الدراسات وجدت أن 18 % من الفيتامين يفقد في الخضراوات الخضراء بينما وجدت دراسة أخرى أن نسبة الفقد هي 4 %. ومن المرجح أن فقدان الريبُوفْلاَفِين يرجع إلى طريقة التحضير للتجميد وليس عملية التجميد في حد ذاتها.
فيتامين ألف (كارُوتِين): إن فقدان الفيتامين أثناء التحضير للتجميد أو تجميد معظم الخضراوات قليل حيث يفقد معظمه خلال فترات التخزين المطولة.

## الفاعلية
يعتبر التجميد من الأشكال الفعالة لحفظ الأطعمة، حيث إن مسببات الأمراض التي تؤدي إلى فساد الأطعمة تموت أو لا تنمو بسرعة في درجات الحرارة المنخفضة وتكون العملية أقل فاعلية في حفظ الأطعمة عنها في التقنيات الحرارية، مثل الغلي لأن مسببات الأمراض عندها قابلية للعيش في درجات الحرارة الباردة عنها في الحرارة الساخنة. لذا، فإن إحدى مشكلات التجميد باعتباره طريقة لحفظ الأطعمة تتمثل في خطر أن مسببات الأمراض يتم إيقافها وليس قتلها في عملية التجميد وعليه فإنها تعاود النشاط عند فك تجميد الأطعمة المجمدة.
قد يحفظ الطعام لشهور عديدة بطريقة التجميد ويتطلب التخزين لفترات طويلة درجة حرارة ثابتة تقدر بنحو -18 درجة مئوية (صفر فهرنهايت) أو أقل.

## فك التجميد
كثير من الأطعمة المطهية والتي سبق تجميدها تحتاج لفك التجميد قبل تناولها، فمن الأحسن فك تجميد بعض اللحوم المجمدة قبل طهيها للحصول على أفضل النتائج؛ أي للتسوية الكاملة والقوام المناسب.
يفضل من الناحية المثالية أن يتم فك تجميد معظم الأطعمة المجمدة في الثلاجة لتجنب نمو مسببات الأمراض بشكل كبير على الرغم من أن هذا قد يتطلب وقتًا كبيرًا.
يتم فك تجميد الأطعمة بطرق عديدة منها:
- في درجة حرارة الغرفة وهذا خطر؛ لأنه يمكن أن يذوب الإطار الخارجى ويبقى الجزء الداخلي مجمدًا.[23]
- في الثلاجة [23]
- في فرن الميكروويف [23]
- مغلفًا في بلاستيك أو في مياه باردة[23] أو تحت مياه جارية باردة.

في بعض الأحيان يلجأ الناس إلى فك التجميد في درجة حرارة الغرفة؛ نظرًا لضيق الوقت أو الجهل وعليه فإنه يجب تناول هذا الطعام بعد طهيه مباشرة أو التخلص منه ولا يجب أن يعاد تجميده أو وضعه في الثلاجة، حيث إن مسببات الأمراض لم تقتل أثناء عملية التجميد.

## الجودة
إن سرعة التجميد تؤثر تأثيرًا مباشرًا على حجم وعدد حبيبيات الثلج التي تتكون على خلايا الأطعمة والمساحة بين الخلايا. فالتجميد البطيء يؤدى إلى حبيبيات أقل ولكنها أكبر في الحجم بينما يؤدى التجميد السريع إلى عدد أكثر ولكن أصغر في الحجم. ويمكن لحبيبيات الثلج الكبيرة أن تمزق جدران خلايا الأطعمة والتي ستؤدى إلى إضعاف قوام المنتج فضلاً عن فقدان السوائل الطبيعية الموجودة به أثناء عملية الذوبان. وهذا هو سبب أن هناك اختلاف نوعي ملحوظ بين المنتجات الغذائية التي يتم تجميدها بواسطة التجميد الميكانيكي بتهوية أو التجميد الميكانيكي بدون تهوية أو التجميد السريع بسائل النيتروجين.

## التفاعلات
طبقًا لإحدى الدراسات، فإن المواطن الأمريكي يستهلك في المتوسط حوالي 71 من الأطعمة المجمدة سنويًا ومعظمها وجبات مجمدة سابقة الطهي.